# Masaya Matsuura
Masaya Matsuura (松浦 雅也 Matsuura Masaya; Osaka, 16 giugno 1961) è un autore di videogiochi e musicista giapponese.
È noto per essere il game designer del videogioco per PlayStation PaRappa the Rapper. Nel 2009 IGN lo ha classificato tra i 100 autori di videogiochi migliori di tutti i tempi.

## Discografia
Matsuura ha rilasciato 10 album e 4 raccolte come membro del duo J-pop Psy-S e 2 album da solista.

### Con gli Psy-S
- 1985 – Different View
- 1986 – PIC-NIC
- 1987 – Collection (Compilation)
- 1988 – Mint-Electric
- 1989 – Atlas
- 1990 – Signal
- 1991 – Two Hearts
- 1991 – Holiday
- 1992 – Two Spirits Live PSY'S Best Selection (Live)
- 1993 – Window
- 1994 – Home Made
- 1994 – Emotional Engine
- 1996 – Two Bridge (Compilation)
- 1998 – Brand New Diary + Another Diary (Compilation)
- 2012 – Psyclopedia (CD Box Set)

### Da solista
- 1989 – Sweet Home
- 2013 – Beyooond!!!

## Videogiochi
- PaRappa the Rapper
- PaRappa the Rapper 2
- Um Jammer Lammy
- Vib-Ribbon
- Vib-Ripple
- Mojib-Ribbon
- Musika
- Tamagotchi Connection: Corner Shop 2
- Tamagotchi Connection: Corner Shop 3
- Major Minor's Majestic March
- Haunt
- Project Rap Rabbit (cancellato)

## Riconoscimenti
- 1997 – Multimedia Grand Prix (Creator Awards) • MMCA Artist Award[2]
- 1998 – Interactive Achievement Awards • Game Design and Sound Design (per PaRappa the Rapper)
- 1998 – IGDA Spotlight Awards • Innovative Game Design, Use of Audio and Game Soundtrack (per PaRappa the Rapper)
- 2000 – Interactive Achievement Awards • original music composition (per UmJammer Lammy)
- 2004 – Game Developers Choice Awards • First Penguin Award 2004